# مغالطه توسل به سکوت

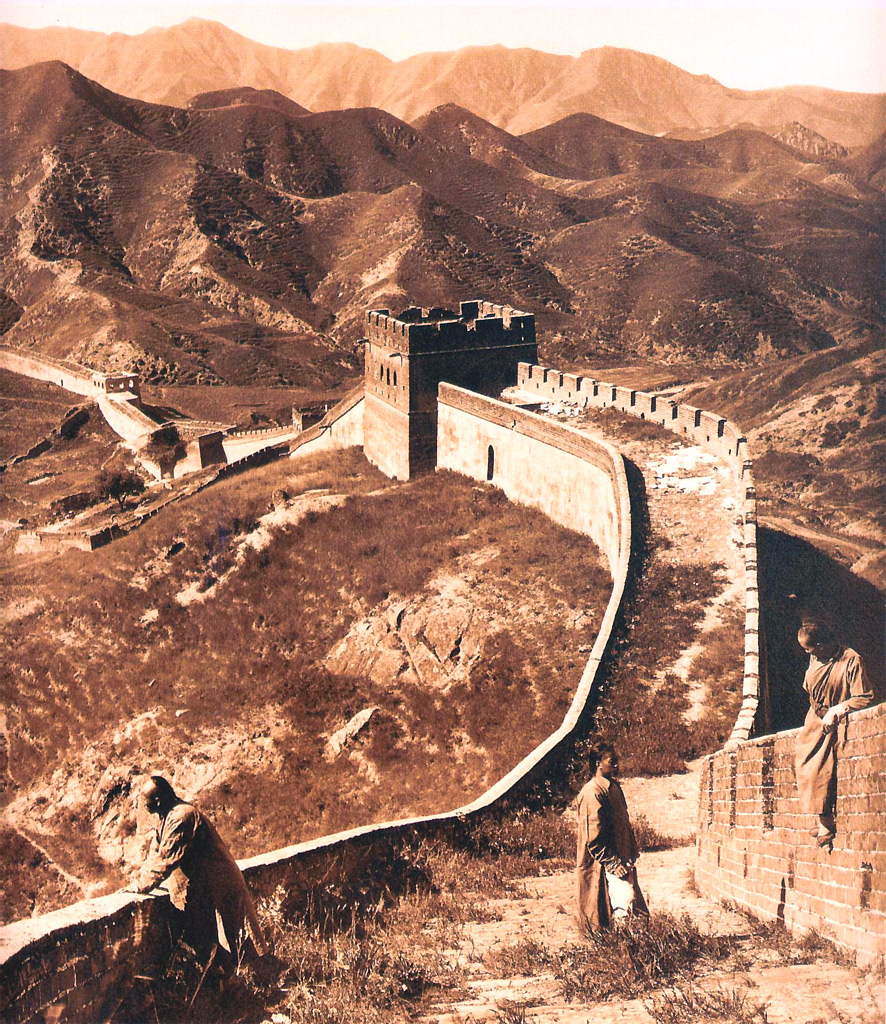
خاطرات مارکوپولو در مورد دیوار چین سکوت می‌کنند، که برخی معتقدند (بر خلاف اجماع تاریخی) شواهدی وجود دارد که وی هرگز به این کشور سفر نکرده‌است، یا هوشیاری دیپلماتیک او رانشان می‌دهد.

مغالطه توسل به سکوت یا (به انگلیسی: Argument from Silence) یا (به لاتین: argumentum ex silentio) خطایی در اندیشه آدمی است که سبب می‌شود  از سکوت یک شخص نتیجه ای گرفته شود که درستی یا نادرستی آن مشخص نیست.

## مانند نمونه
شخص یک: گوش کن! این غذا رو می‌خوری؟
شخص دو: جوابی نمی‌دهد. (تلویزیون می‌بیند و دچار بی‌حواسی است و جوابی نمی‌دهد)
شخص یک: پس خودم می‌خورم!!!
توضیح: شخص شماره یک، پرسشی را مطرح می‌کند که این غذا را می‌خوری؟ شخص شماره دو، جوابی ارائه نمی‌دهد؛ پس به اشتباه نتیجه‌گیری می‌شود که شخص شماره دو غذا را نمی‌خواهد.